# Vilma von Webenau

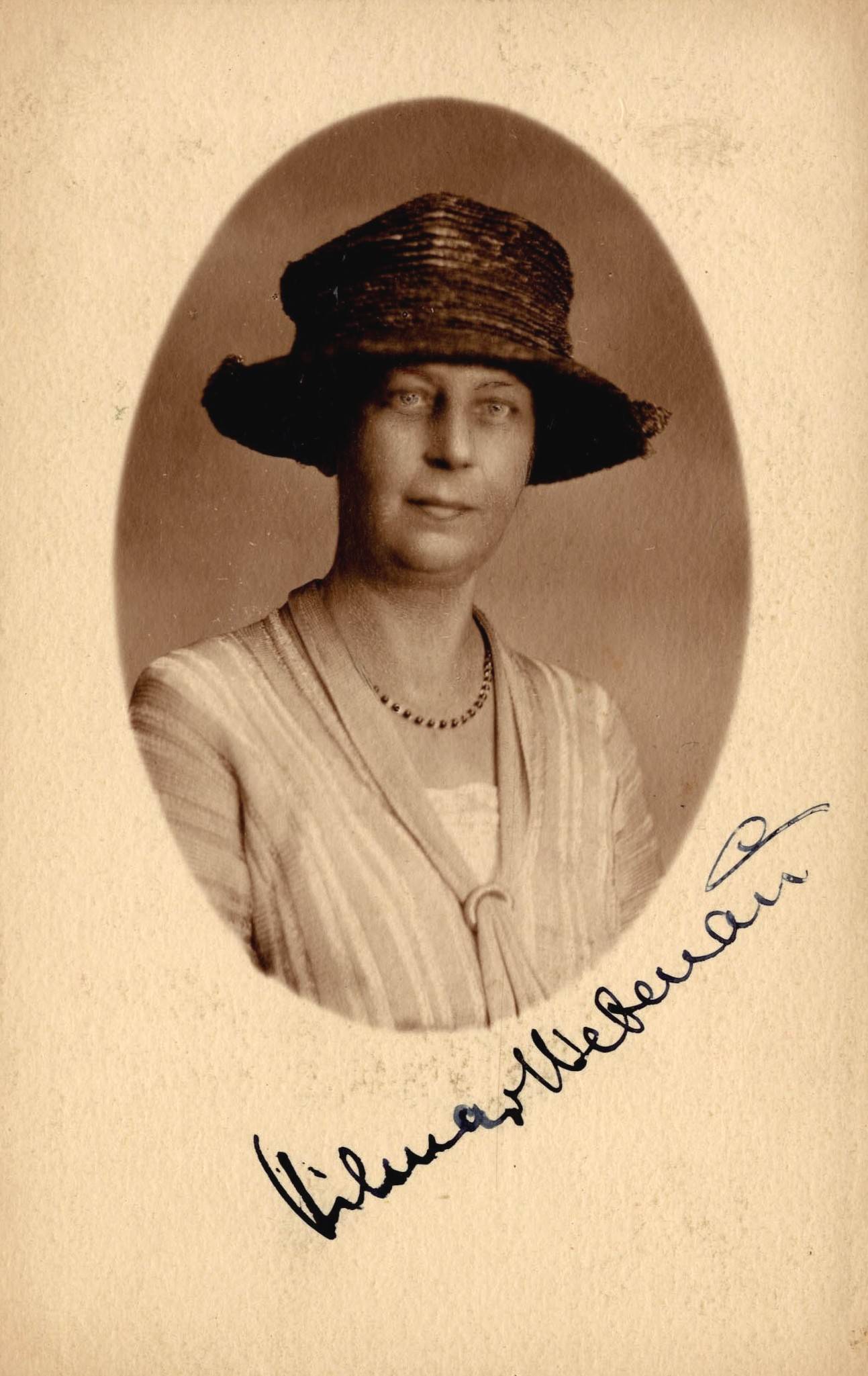
Vilma Webenau im Jahr 1924. Aus dem Fotoalbum Arnold Schönbergs, das ihm seine Schüler zum 50. Geburtstag geschenkt hatten. Das Album liegt im Schönberg-Center Wien

Vilma von Webenau (manchmal auch Wilma) (* 15. Februar 1875 in Constantinopel; † 9. Oktober 1953 in Wien) war eine österreichische Komponistin, seit dem österreichischen Adelsaufhebungsgesetz 1919 Vilma Webenau.

## Leben
Vilma von Webenau wuchs in Wien auf und war dort Klavierschülerin von Cäcilie (von) Frank (1851–1936?), die im 1. Bezirk einen illustren musikalischen Salon betrieb und Klavierbegleiterin des Hellmesberger-Quartetts und von Arnold Rosé war. Von ihr erhielt sie eine umfassende künstlerische Ausbildung und absolvierte einige öffentliche Auftritte, die in lokalen Zeitungen besprochen wurden. Cäcilie (von) Franks Wohnung war zudem ein wichtiger Treffpunkt der Wiener musikalischen Welt. Mitschülerinnen von Vilma von Webenau waren unter anderem Grete Hinterhofer und Rosa Lemberger. In Wien wurde Vilma von Webenau die wohl erste Privatschülerin Arnold Schönbergs. Bei ihm nahm sie von 1898/99 bis 1902 Harmonielehre- und Kompositionsunterricht und folgte ihm im Jahr 1900 bei seiner Übersiedlung nach Berlin. Ende 1899 gab sie auch erfolgreich Konzerte in London.
Danach lebte sie als Musiklehrerin in Wien, wo ihre Werke erstmals 1907 öffentlich aufgeführt wurden: „Die frühe Schülerin Vilma von Webenau, deren Musik Schönberg in seinem ersten Schülerkonzert im November 1907 in Wien vorstellte, und die im selben Konzert aufgeführten Komponisten Iwanow und Karl Horowitz [sic!], ebenso Erwin Stein als Komponist, haben die Forschung bisher anscheinend noch nicht interessiert; hier klafft eine Lücke; dabei hatte sie Schönberg für ebenso wichtig gehalten wie Alban Berg, Anton Webern und Heinrich Jalowetz, die im gleichen Konzert zu Wort kamen.“
Ein weiterer Lehrer von ihr war Fritz Cortolezis in München, wo sie um 1910 für mehrere Jahre in Krailling-Planegg (Dürerstraße 41F) lebte und sich ihren Lebensunterhalt wohl als Musik- und Klavierlehrerin verdiente. Sie war Mitglied im Club der Wiener Musikerinnen, der bis heute innerhalb der Frauenbewegung für ein Miteinander von Frauen und Männern eintritt. Neben Maria Bach (1896–1978) und Mathilde Kralik von Meyrswalden (1857–1944) gehörte sie zu den profiliertesten Persönlichkeiten des Klubs. 1917/18 hielt Vilma von Webenau die musiktheoretische Vortragsreihe über Musik einst und jetzt im Verein der Musiklehrerinnen, dem Vorgängerverein des Clubs der Wiener Musikerinnen. Die sechs Vorträge fanden im Neuen Frauenklub in der Tuchlauben 11 in Wien statt. Zu Mathilde Kralik von Meyrswalden soll sie laut deren Biograf Rochus Kralik von Meyrswalden vermutlich eine lesbische Beziehung unterhalten haben.
Zu Vilma Webenaus Leben zur Zeit des Nationalsozialismus ist bislang noch nichts bekannt. Sie starb nach mehrtägigem Aufenthalt im Wiener Wilhelminenspital und wurde auf dem Wiener Zentralfriedhof bestattet, allerdings ist ein Grab nicht mehr auffindbar. Ein Nachlassakt hat sich hingegen erhalten. Ihr musikalischer Nachlass befindet sich in der Musiksammlung der Österreichischen Nationalbibliothek, wo er erst vier Jahre nach ihrem Tod von ihrem Neffen Alexander Petschig eingebracht wurde.
Im Nachruf des Damenklubs hieß es: „Sie lebte und starb in ärmlichen Verhältnissen, auf den Ertrag ihrer Kleinrente angewiesen, in einem bescheidenen Kabinett im 21. Bezirk. Nie kam eine Klage über ihre Lippen, sie freute sich und war dankbar für jede Aufmerksamkeit, und die letzte Freude bereitete ihr die künstlerisch vollendete Wiedergabe ihrer sechs Lieder aus dem Zyklus „Irdische und himmlische Liebe“. Niemand von uns wusste von ihrer Erkrankung, von ihrem nahen Ende. Der liebevolle Weihnachtsgruß von der Leitung des Frauenklubs kam ungeöffnet zurück. Bescheiden, wie sie im Leben war, ging sie von uns.“

### Familie
Vilma (Weber) von Webenau war die Tochter des k.u.k. Botschaftsrates in Constantinopel Arthur Weber Edler von Webenau und der Vilma Reichsfreiin von Geusau. Ihre Großmutter war die Komponistin Julie von Webenau.

## Werke
- An einem schwülen Sciroccotag [Lied für Singstimme und Klavier]; Text von Malwida von Meysenbug
- Befreiung [Lied für Singstimme und Klavier]; Text von Juliane Ludwig-Braun
- Bettelmanns Hochzeit (aus des Knaben Wunderhorn) [für Singstimme und Klavier]
- Der Fakir [Oper]
- Der Mond geht auf [Lied für Singstimme und Klavier]; Text von Omar Chayyām
- Der Poldl (Eine Alt-Wiener Geschichte in 6 Bildern)
- Die Ballade vom Spielmann [für eine Singstimme und Kammerorchester]
- Die Himmelspförtnerin [Lied für Singstimme und Klavier]; Text von Franz Karl Ginzkey
- Die Prinzessin [Zwischenspiel in einem Aufzug]
- Divertimento [Kleine Suite für Orchester]
- Don Antonio [Oper in drei Aufzügen]
- Drei Lieder [für Singstimme und Streichorchester]

Unruhige Nacht; „Heut ward mir bis zum jungen Tag“ von Conrad Ferdinand Meyer
Erinnerungen; „Der Nachtwind hat in den Bäumen“ von Nikolaus Lenau
Die Wetterfahne; „Was ist das für ein Jungfräulein“ von Franz Schmidt
- Drei Lieder [für Singstimme und Klavier]; Text von Peter Sturmbusch

O Mutter, Maria
Von Busch und Bäumen fällt Blatt auf Blatt
Ich bin so müde
- Drei Lieder [für Singstimme und Klavier]

Mondaufgang; „Seltsam in den Büschen“ von Ferdinand Avenarius
Ich sehe hinauf; Text von Friedrich Nietzsche
Fromm; „Der Mond scheint auf mein Lager“ von Gustav Falke
- Drei Lieder [für Singstimme und Klavier]; Text von Franz Peter Kürten

Die Soldatenbraut; „Des Baumes Schatten“
Schweigen; „Schweigen, meine Perlentruhe“
An den Sommerwind; „Nimm den Duft der Chrysanthemen“
- Drei Lieder im Volkston (aus des Knaben Wunderhorn) (Incipit: Widele wedele hinterm Städtele) [für Singstimme und Klavier]
- Ein kurzer Augenblick [Lied für Singstimme und Klavier]; Text von Omar Chayyām
- Einst [Lied für Singstimme und Klavier]; Text von Karl Stieler
- Erinnerungen [Lied für Singstimme und Klavier]; Text von Nikolaus Lenau
- Es ist so still um mich her [Lied für Singstimme und Klavier]; Text von Peter Sturmbusch
- Frau Judith [für eine Sprechstimme und Klavier]; von Josef Kiss
- Frau Müllerin [Lied für Singstimme und Klavier]
- Heut Nacht hat's Blüten geschneit [Lied für Singstimme und Klavier]; Peter Sturmbusch
- Horch, welch ein Zauberton [Lied für Singstimme und Klavier]; Text von Sándor Petőfi
- Ich bin so müde [Lied für Singstimme und Klavier]; Text von Peter Sturmbusch
- Im Gasthaus zu des Königs Knecht [für eine Sprechstimme und Klavier]
- Im Lenz [Lied für Singstimme und Klavier]; Text von Paul Heyse
- Irdische und himmlische Liebe [Lieder für Singstimme und Klavier]

I. Wir tanzen den Rei'n
II. Maria Maienkönigin
III. Das Weltall durchfluten Ströme des Lebens
IV. In Frieden ziehn wir unsre Strasse
V. Wer spricht von Alter und von Einsamkeit
VI. Das Tagwerk ist getan
- Klavierquartett in e-Moll
- Klavierstücke (99/100/101/102)
- Klavierstücke

Der Königssohn
Die Prinzessin
Die Hexe
Die Fee
Die Hochzeit
- Klavierstücke

Frühling
Sommer
Herbst
Winter
- Kleine Ballettsuite [für Orchester]

Marsch der Eiszapfen
Tanz der Schneeflocken
Lied des Sturmes
- Komödie in vier Bildern (Personen: Colombine, Pierrette, Pierrot, Harlekin)
- Lieder der Geisha [für Singstimme und Klavier]

Im Frühling war's
Ihm zu gefallen
Das gab ein Staunen
Herbst ist es nun
- Lieder für Singstimme und Klavier

Schnee; „Kein Laut ist weit und breit“ von Trude von Guttmann
Sterne; „Die Sterne ermatten“ von Trude von Guttmann
Winter; „Die Flocken fliegen“ von M. von Grünzweig
- Marienlieder [für Singstimme und Klavier]

Die Verkündigung („In Demut neige ich mich“)
Christi Geburt („In einer Krippe liegt mein Kind“)
Golgatha („Mein Sohn, mein Sohn“)
- Mein Liebchen wir sassen beisammen traulich im leichten Kahn [für Klavier]
- Mittagsrast [Lied für Singstimme und Klavier]; Text von Wilhelm Lackinger
- Mondaufgang [Lied für Singstimme und Klavier]; Text von Ferdinand Avenarius
- Musik zu Andersens Märchen „Das kleine Mädchen mit den Schwefelhölzern“ [für 3 Sopranstimmen, 2 Altstimmen, 1 Tenorstimme oder kleinen Chor und Orchester]
- Mysterium [Musikalisch-dramatisches Gedicht] (Früherer Titel: Der Weg)
- Nachtgefühl [Lied für Singstimme und Klavier]; Text von Martin Greif
- O Schifflein unterm Regenbogen [Lied für Singstimme und Klavier]
- Orchesterwerk

Scaramouche
La lune blanche
Dame souris
- Ouvertüre „Zum goldenen Horn“ [für Orchester]
- Pastorale [ein Hörspiel]
- Rauhreif knistert in den Zweigen [Lied für Singstimme und Klavier]
- Salambô Suite [für Klavier]

Das Gelage
Salambo's Klage
Abzug der Barbaren
Gebet an den Mond
Jubel beim Anblick des heiligen Schleiers
Das Molochopfer
Der Hochzeitszug
- Schnee [Lied für Singstimme und Klavier]
- Schönes Land wir lieben dich [Lied für Singstimme und Klavier]
- Silberner Schein des Mondes im Hain [Lied für Singstimme und Klavier]
- Sommerlieder [für Streichquartett und eine Sprechstimme]

Rittersporn
Roter Mohn
Vergissmeinnicht
Kornblumen
Jasmin
Rosen
- Streichquartette (91/92/93)
- Stücke für Violine und Klavier (87/88/89/90)
- Suite Pan [für Orchester]
- Suite Sommernacht [für Orchester]
- Symphonie für Streichorchester
- Unruhige Nacht [Lied für Singstimme und Klavier]; Text von Gottfried Keller
- Unruhige Nacht [Lied für Singstimme und Klavier]; Text von Gottfried Keller (andere Fassung)
- Variationen für Orchester
- Vergebliches Ständchen [für Orchester]
- Vier Tänzerinnen gewidmet: Der Dame in Violett, Der Dame in Rot, Der Dame in Grün, Der Dame in Gelb [für Klavier]
- Vokalwerk ohne Titel [für 4 Solosingstimmen (Mädchen, Hirt, 1. und 2. Zwerg), Chor und Orchester]
- Wach auf [Lied für Singstimme und Klavier]; Text von Omar Chayyām
- Wetterfahne [Lied für Singstimme und Klavier]; Text von Franz Schmidt
- Wie tief doch die Felder schweigen [Lied für Singstimme und Klavier]
- Winter [Lied für Singstimme und Klavier]; Text von M. von Grünzweig
- Zwei Lieder [für Singstimme und Klavier]

Im Lenz; „Im Lenz wenn Veilchen blühn“ von Paul Heyse
Hochsommernacht; „Stille ruht die weite Welt“ von Martin Greif
- Zwei Lieder [für Singstimme und Klavier]

Im Lenz; „Im Lenz wenn Veilchen blühn“ von Paul Heyse
Schnee; „Kein Laut ist weit und breit“ von Trude von Guttmann
- Zwei Lieder [für Singstimme und Klavier]; Text von Omar Chayyām

Wach auf!
Der Mond geht auf
- Zwei Lieder [für Singstimme und Klavier]

Durch letztes Blühen geht ein Welken
Schönes Land wir lieben dich